# Douglas Kandulu
Douglas Kandulu (Zambia, 30 de junio de 1996) es un jugador de baloncesto zambiano, que ocupa la posición de pívot. Actualmente forma parte de la plantilla del Club Bàsquet Llíria de la Segunda FEB. Es internacional con la Selección de baloncesto de Zambia.

## Biografía
Sus inicios baloncestísticos tendrían lugar en el Matero Magic de su país natal. Más tarde, jugaría en el Pazi Basketball Club de Tanzania.
En la temporada 2023-24, firma por el Alfindén Club Baloncesto de la Liga EBA, en el que promedia 11,8 puntos y 11,3 rebotes, sumando 19,5 de valoración a 22 partidos disputados. 
El 2 de agosto de 2024, firma por el Club Bàsquet Llíria de la Segunda FEB.
En la temporada 2024-25, alcanzaría el MVP en las jornadas 2 y 13 respectivamente.